# Джеймс Макаті
Джеймс Макаті (англ. James McAtee, нар. 18 жовтня 2002, Солфорд) — англійський футболіст, півзахисник клубу «Манчестер Сіті» та молодіжної збірної Англії. Володар Суперкубка УЄФА та Суперкубка Англії.

## Клубна кар'єра
Джеймс Макаті народився 2002 року в місті Солфорд, та є вихованцем футбольної школи клубу «Манчестер Сіті». У 2021 році був включений до основної команди клубу, проте відразу до основної команди клубу не пробився, зігравши лише 2 матчі чемпіонату, і керівництво клубу на сезон 2022—2023 років віддало молодого футболіста в оренду до клубу «Шеффілд Юнайтед». Після повернення з оренди Макаті нетривалий час грав у складі «Манчестер Сіті», та став у його складі володарем Суперкубка УЄФА, проте за короткий час керівництво клубу повторно віддало футболіста в оренду до «Шеффілд Юнайтед». Після повернення з оренди Макаті у складі «Манчестер Сіті» став володарем Суперкубка Англії.

## Виступи за збірні
У 2019 році Джеймс Макаті дебютував у складі юнацької збірної Англії, загалом на юнацькому рівні взяв участь у 3 іграх, відзначившись 2 забитими голами.
З 2022 року Макаті грає у складі молодіжної збірної Англії. Станом на середину жовтня футболіст зіграв у складі молодіжної збірної 14 матчів, у яких відзначився 6 забитими голами.

## Титули і досягнення

### Клубні
- Володар Суперкубка УЄФА (1):

«Манчестер Сіті»: 2023
- Володар Суперкубка Англії (1):

«Манчестер Сіті»: 2024

### Збірні
- Чемпіон Європи серед молодіжних команд: 2025